# سینا هوشیکی
سینا هوشیکی (انگلیسی: Seena Hoshiki؛ زادهٔ October 11) بازیگر، و خواننده اهل ژاپن است. وی از سال ۲۰۱۸ میلادی تاکنون مشغول فعالیت بوده‌است.